# Радина, Наталья Валентиновна
Наталья Валентиновна Радина (урождённая Пук, бел. Наталля Валянцінаўна Радзіна; род. 3 мая 1979, Кобрин) — белорусская журналистка, главный редактор новостного сайта Хартия’97.

## Биография
Радина родилась 3 мая 1979 года в городе Кобрин Брестской области. Её отец служил в ВВС, а мать работала в детском саду. С 1979 по 1985 год Радина жила в Польше, где служил её отец. В 1996 году окончила среднюю школу в Кобрине.
В 2001 году окончила факультет журналистики Белорусского государственного университета. С 1997 года работала в независимых газетах «Имя», «Народная воля», «Навины», «Наша свобода». С 2001 года — главный редактор сайта «Хартия’97».
В 2010 году Радина и сотрудники «Хартии’97» освещали оспариваемые президентские выборы, на которых кандидат от демократов Андрей Санников проиграл Александру Лукашенко, и последовавшие протесты. 21 декабря 2010 года КГБ обыскало офис Хартии’97 и арестовало Радину. Ей было предъявлено обвинение в «организации массовых беспорядков» — преступлении, предполагающем до 15 лет тюремного заключения. Amnesty International назвала её узником совести, Комитет защиты журналистов высказался в её защиту. 31 января 2011 года Радина была освобождена при условии, что она переедет из Минска в Кобрин, не будет его покидать и будет ежедневно регистрироваться в милиции. Кроме того, её паспорт был конфискован и ей было запрещено рассказывать о своём деле.
В марте 2011 года Радина бежала из Беларуси в Россию, в Москву, где провела 4 месяца. 28 июля вылетела в Литву через Нидерланды после признания ООН беженкой, 4 августа попросила в Литве политическое убежище.
В сентябре 2012 года Радина открыла филиал «Хартии’97» в Варшаве, после чего стала жить и работать там.

## Награды
- Медаль «100 лет БНР» (2018, Рада Белорусской народной республики)[6].
- Международная премия за свободу прессы от Комитета защиты журналистов (2011)[7].